# San Marino no Festival Eurovisão da Canção Júnior
San Marinho participou três vezes do Festival Eurovisão da Canção Júnior desde sua estreia no concurso de 2013. San Marino RTV (SMRTV), uma organização membro da União Europeia de Radiodifusão, é responsável pela participação de San Marino.

## História
San Marino já havia tentado participar do festival em 2011 em Yerevan, Armênia; no entanto, a emissora nacional desistiu antes do concurso porque não encontrou um representante a tempo. Em 2013 e 2015, San Marino selecionou internamente o seu participante, enquanto em 2014 utilizou "Vocine Nuove Castrocaro" como seleção.
San Marino fez sua estreia na competição em 2013 em Kiev, Ucrânia. Segundo Giovanni, locutor dos pontos sammarineses em 2013, San Marino recorreu a um júri.
Em 2015, Michele Perniola, representante da Sammarinese em 2013, e Anita Simoncini, integrante da girlband The Peppermints que participou em 2014, foram escolhidas juntas para se apresentarem no Festival Eurovisão da Canção 2015. San Marino anunciou que não voltaria ao concurso em 2016, e não participou desde então.

## Idiomas a concurso
| Idioma           | Vezes |
| ---------------- | ----- |
| Italiano         | 1     |
| Italiano, Inglês | 2     |

## Participação
Legenda
     Vencedor
     2.º lugar
     3.º lugar
     Pontuação Nula ("Null Points")/Último Lugar
     Melhor classificação (fora do top 3)
     Qualificação para a final (fora do top 3)
     País-anfitrião
     Desclassificado
| #                         | Ano        | Sede  | Artista(s)        | Canção | Tradução                     | Língua           | Lugar | Pts |
| ------------------------- | ---------- | ----- | ----------------- | --- | ---------------------------- | ---------------- | ----- | --- |
| 1º                        | 2013 (11º) | Kiev  | Michele Perniola  | "Ou-ou-Ou sole intorno a me" C:Antonio Carozza, Massimiliano Messieri L:Antonio Carozza, Michele Perniola, Piero Romitelli | O-o-O Sol ao meu redor       | Italiano         | 10º   | 42  |
| 2º                        | 2014 (12º) | Marsa | The Peppermints   | "Breaking my heart" C:Chris Lapolla, Luca Medri L:Antonello Carozza, Chris Lapolla, Luca Medri, The Peppermints            | "Despedaçando o meu coração" | Italiano, Inglês | 15º   | 21  |
| 3º                        | 2015 (13º) | Sófia | Kamilla Ismailova | "Mirror" C:Andrelli, Josefin Glenmark L:Andrelli, Josefin Glenmark, Kamilla Ismailova, Piero Romitelli                     | Espelho                      | Italiano, Inglês | 13º   | 36  |
| Não participou desde 2015 |            |       |                   | |                              |                  |       |     |

## Comentadores e porta-vozes
| Ano(s)    | Canal           | Comentador                     | Porta-voz      | Ref. |
| --------- | --------------- | ------------------------------ | -------------- | ---- |
| 2013      | San Marino RTV  | Lia Fiorio and Gilberto Gattei | Giovanni       |      |
| 2014      | San Marino RTV  | Lia Fiorio and Gilberto Gattei | Clara          |      |
| 2015      | San Marino RTV  | Lia Fiorio and Gilberto Gattei | Arianna Ulivi  |      |
| 2016–2023 | Sem transmissão | Sem transmissão                | Não participou |      |